# Szklarska Poręba
Szklarska Poręba é um município da Polônia, na voivodia da Baixa Silésia e no condado de Jelenia Góra. Estende-se por uma área de 75,44 km², com 6 661 habitantes, segundo os censos de 2016, com uma densidade de 88,3 hab/km².